# تومي جاكسون
تومي جاكسون (بالإنجليزية: Tommy Jackson)‏ (3 نوفمبر 1946 بلفاست المملكة المتحدة لبريطانيا العظمى وأيرلندا - ) هو لاعب كرة قدم أيرلندي شمالي يلعب كلاعب وسط.

## وصلات خارجية
- تومي جاكسون على موقع قاعدة بيانات كرة القدم.إي يو (الإنجليزية)
- تومي جاكسون على موقع ناشيونال فوتبول تيمز (الإنجليزية)
- تومي جاكسون على موقع عالم كرة القدم.نت (الإنجليزية)